# Cà phê dalgona
Cà phê Dalgona (cà phê bọt biển) là một loại đồ uống được làm bằng cách đánh bông cà phê hòa tan, đánh bông đường và nước nóng với tỷ lệ bằng nhau cho đến khi nó trở thành kem và sau đó cho hỗn hợp này vào sữa lạnh hoặc nóng. Thông thường, nó được phủ lên trên bằng bột cà phê, ca cao, bánh quy vụn hoặc mật ong. Tên gọi của đồ uống được bắt nguồn từ Dalgona, một loại kẹo bơ cứng tổ ong của Hàn Quốc do tính tương đồng về hương vị và màu sắc, mặc dù cà phê Dalgona thường không sử dụng Dalgona làm thành phần chính.

## Lịch sử
Cà phê Dalgona là phiên bản pha chế tại nhà của cà phê bọt biển phổ biến trên phương tiện truyền thông xã hội trong thời gian diễn ra đại dịch COVID-19. Bởi vì xu hướng lan truyền của việc chia sẻ công thức nấu ăn và hình ảnh của các phiên bản "Hand-make" ("DIY") của cà phê Dalgona đã nắm giữ nhiều đơn đặt hàng trên mạng xã hội, nên nó còn được gọi là "thức uống cách ly" hoặc "cà phê cách ly". Nguồn gốc của cái tên Dalgona Coffee, được ghi nhận là từ Jung Il-woo, có liên quan đến hương vị của cà phê được đánh bông mà anh ta đặt trong một quán ăn ở Ma Cao mà anh ấy đã kể lại trong lần xuất hiện trên một chương trình truyền hình có tên Công thức hàng đầu của Sao tại Fun-Staurant ("신상출시 편스토랑"), khi nói rằng cốc cà phê đó giống như Dalgona, một loại kẹo bơ cứng tổ ong của Hàn Quốc.
Từ hashtag #dalgonacoffeechallenge, các phiên bản cà phê Dalgona tự chế sau đó đã bắt đầu lan truyền trên các kênh YouTube Hàn Quốc trước khi lan truyền trên TikTok.
Mặc dù thứ thức uống này phổ biến như một phiên bản cà phê tự làm tại nhà nhưng nó đang trở thành thức uống chính trong nhiều quán cà phê ở Hàn Quốc.
Thức uống này cũng được cho là gần giống với đồ uống Ấn Độ là cà phê Phenti Hui (hay cà phê bọt biển). Sự khác biệt duy nhất là khi làm Phenti Hui, sữa được đổ lên trên hỗn hợp đã đánh bông thay vì dùng thìa trộn đều lên trên mặt trên có sữa.

## Ảnh hưởng
Cà phê Dalgona trở nên phổ biến trong bối cảnh đa số người dân phải ở nhà do ảnh hưởng của đại dịch COVID-19, khi nhiều chính phủ bắt đầu các chiến dịch để thúc đẩy cách ly tại nhà và hạn chế tiếp xúc xã hội.
Trong khi hầu hết các loại cà phê Dalgona thực sự không chứa Dalgona, một quán cà phê của Hàn Quốc đã thực sự kết hợp Dalgona với trà sữa hoặc cà phê.